# Crossing Europe

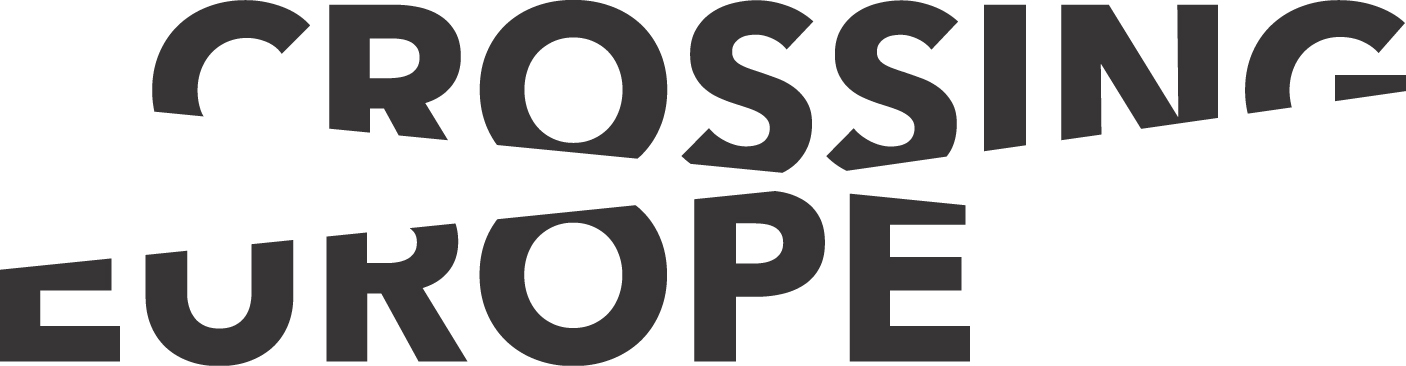
Logo Crossing Europe 2018

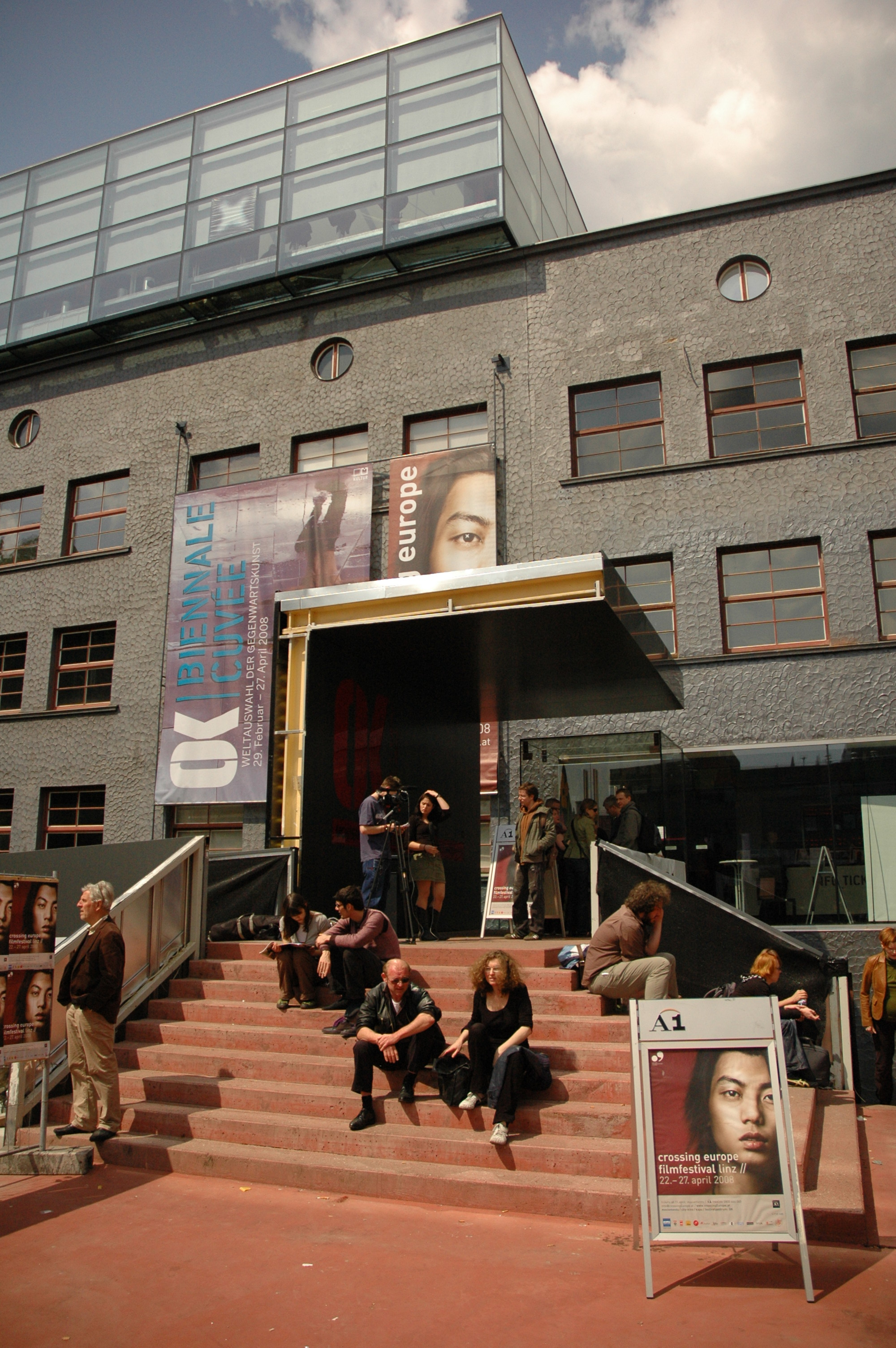
Crossing Europe 2008: Moviemento-Kino und O.K. Offenes Kulturhaus OÖ

Crossing Europe Filmfestival Linz ist ein seit 2004 jährlich Ende April in Linz stattfindendes, sechstägiges Filmfestival. Es versteht sich als Präsentationsfläche des vielfältigen, zeitgenössischen europäischen Filmschaffens mit Schwerpunkten in gesellschaftspolitischen Fragen, Jugend- und Musikkultur.
Crossing Europe hat sich der Idee verschrieben, die Lust auf künstlerisches Autorenkino aus Europa beim Publikum zu wecken, die Besucher mitzunehmen auf eine – manchmal auch unbequeme – Reise quer durch das Europa von heute, dabei den Blick auf gesellschaftspolitische Schieflagen und soziale Wunden zu schärfen. Jahr für Jahr tritt das Festival an, eine junge Regiegeneration aus Europa einer breiteren Öffentlichkeit in Österreich zu präsentieren und diese Arbeiten mit Geld- und Sachpreisen auszuzeichnen.
Rund 140 herausragende handverlesene Spiel-, Dokumentar und Kurzfilme aus ganz Europa werden in Linz jährlich auf der Leinwand gezeigt – darunter etliche Uraufführungen sowie international ausgezeichnete Filme, die erstmals in Österreich präsentiert werden. Zu sehen sind zahlreiche filmische Highlights der vergangenen Festivalsaison (von A-Festivals in Berlin, Cannes, Locarno, Venedig, Karlovy Vary, Warschau oder San Sebastían) genauso wie ausgewähltes lokales Filmschaffen.
Dabei geht es Crossing Europe, als zweitgrößtes internationales Filmfestival Österreichs, auch um die Präsentation von Filmen aus sogenannten „low capacity countries“, also Ländern mit einer kleineren bzw. strukturschwachen Filmwirtschaft und um Produktionen, die trotz internationaler Festivalerfolge keinen Platz mehr im regulären Kinobetrieb finden.

## Geschichte

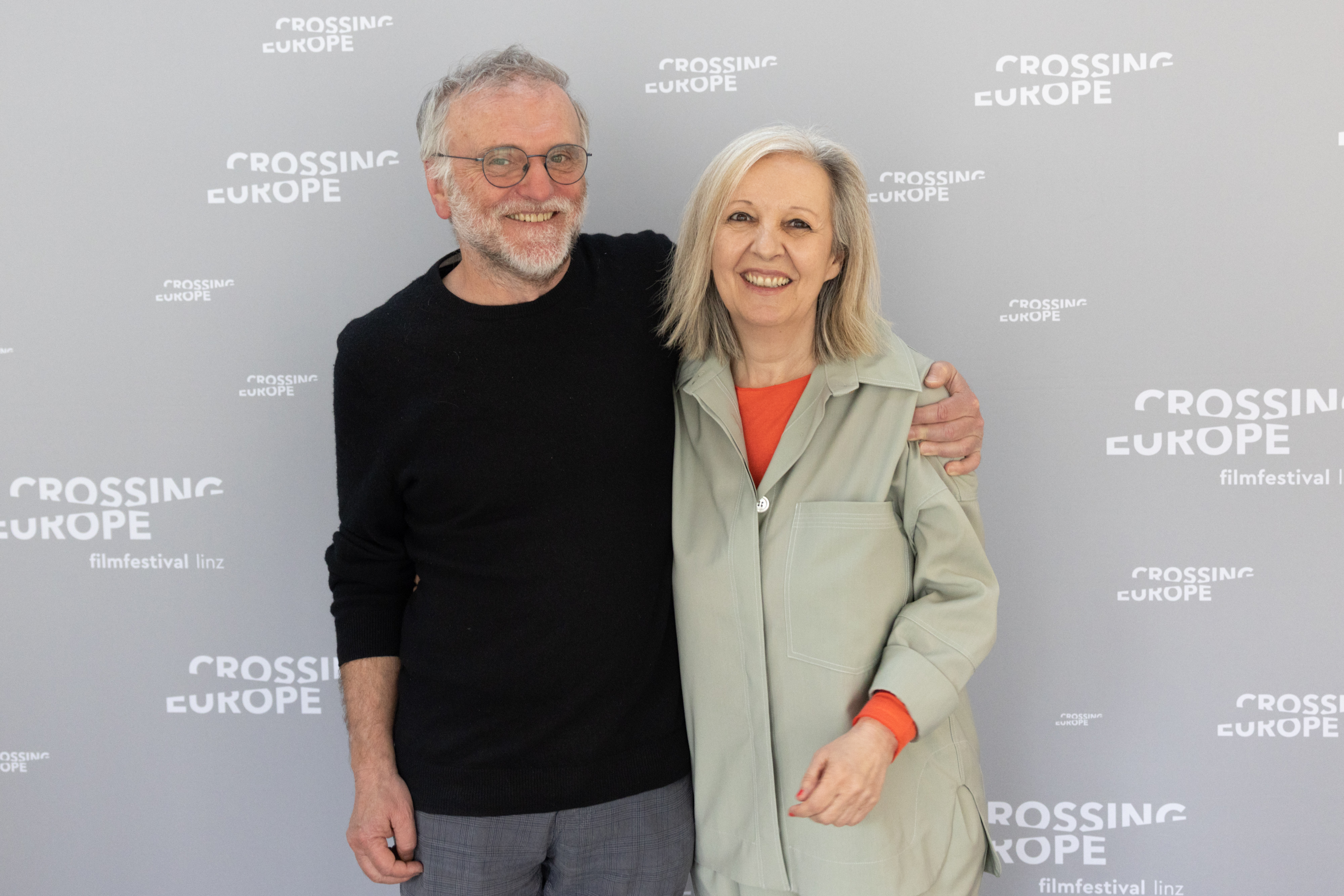
Die Gründer von Crossing Europe: Christine Dollhofer und Wolfgang Steininger bei Crossing Europe 2023

Logo 2004–2017

### Leitung Christine Dollhofer (bis 2021)
Das Festival wurde 2004 von Wolfgang Steininger, dem Betreiber der Programmkinos Moviemento und City-Kino in Linz sowie Gründer des Festivals Neuer Heimatfilm, in Freistadt initiiert. Nicht zuletzt in Hinblick auf die anstehende EU-Osterweiterung sowie der Bewerbung von Linz als Europäische Kulturhauptstadt sollte der europäische Film Thema des Festivals sein. Im Sommer 2003 beauftragte er die vormalige Intendantin der Diagonale, Christine Dollhofer, die auch die Idee für den Festivalnamen („Crossing Europe“ war ein Programmschwerpunkt der Diagonale) mitbrachte, mit der Vorbereitung des Festivals.
Die erste Ausgabe des neuen Filmfestivals fand zwischen 4. und 9. Mai 2004 an sechs Tagen statt – wobei am ersten Tag nur eine Vorstellung des Eröffnungsfilms am „Arenaplatz“ (seit 2007 „OK Platz“) vor dem Moviemento-Kino zu sehen war – mit den sieben Programmschienen „Wettbewerb Europäisches Kino“, „Panorama Europa“, „Tribute“, „Panorama Special“, „Arbeitswelten“, „Local Artists“ und „Atelier“ (im darauffolgenden Jahr zu „Artist in Residence“ umbenannt). Festivalkinos, mit je zwei Sälen, waren die beiden Programmkinos „Moviemento“ und „City-Kino“. Ausgewählte Vorstellungen über Musikgruppen fanden im Kulturzentrum KAPU statt, drei „Local Artists“-Vorstellungen wurden in der Landesgalerie Linz abgehalten. Bei einem Budget von 260.000 Euro, wovon etwa zwei Drittel öffentliche Förderungen waren, wurden 181 Filme gezeigt. Das Rahmenprogramm aus Diskussionen mit Regisseuren, Präsentationen von Filmprojekten, Musikveranstaltungen am Ende jedes Festivaltages („Nightline“) sowie Eröffnung, Pressegespräch und Preisverleihung umfasste 14 Programmpunkte, die allesamt in der „Festivallounge“ am Mediendeck des Offenen Kulturhauses „O.K“ abgehalten wurden. Insgesamt wurde die erste Ausgabe des Festivals von rund 8.500 Personen besucht. Aus 12 Wettbewerbsfilmen wählte die Jury Kako ubiv svetec (How I killed a Saint) der mazedonischen Regisseurin Teona S. Mitevska zum Gewinner des ersten, mit 10.000 Euro dotierten, Crossing Europe Award European Competition. Der mit 6.000 Euro dotierte Local Artist Award ging an Michaela Schwentners sechsminütiges Musikvideo Jet.

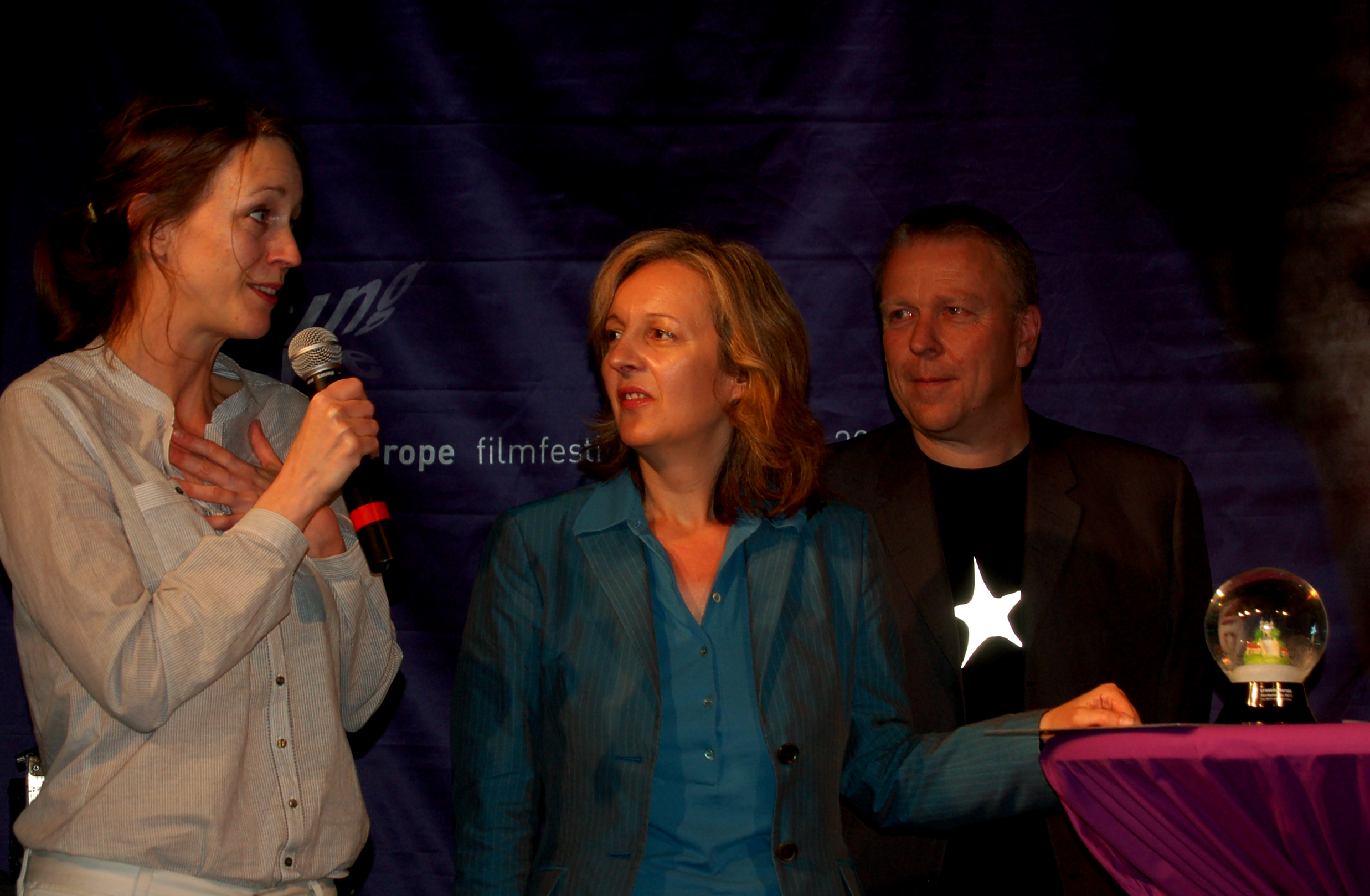
Regisseurin Pia Marais (links) bei Empfang des Hauptpreises 2007 neben Festivalleiterin Christine Dollhofer und Kulturhauptstadtintendanten Martin Heller.

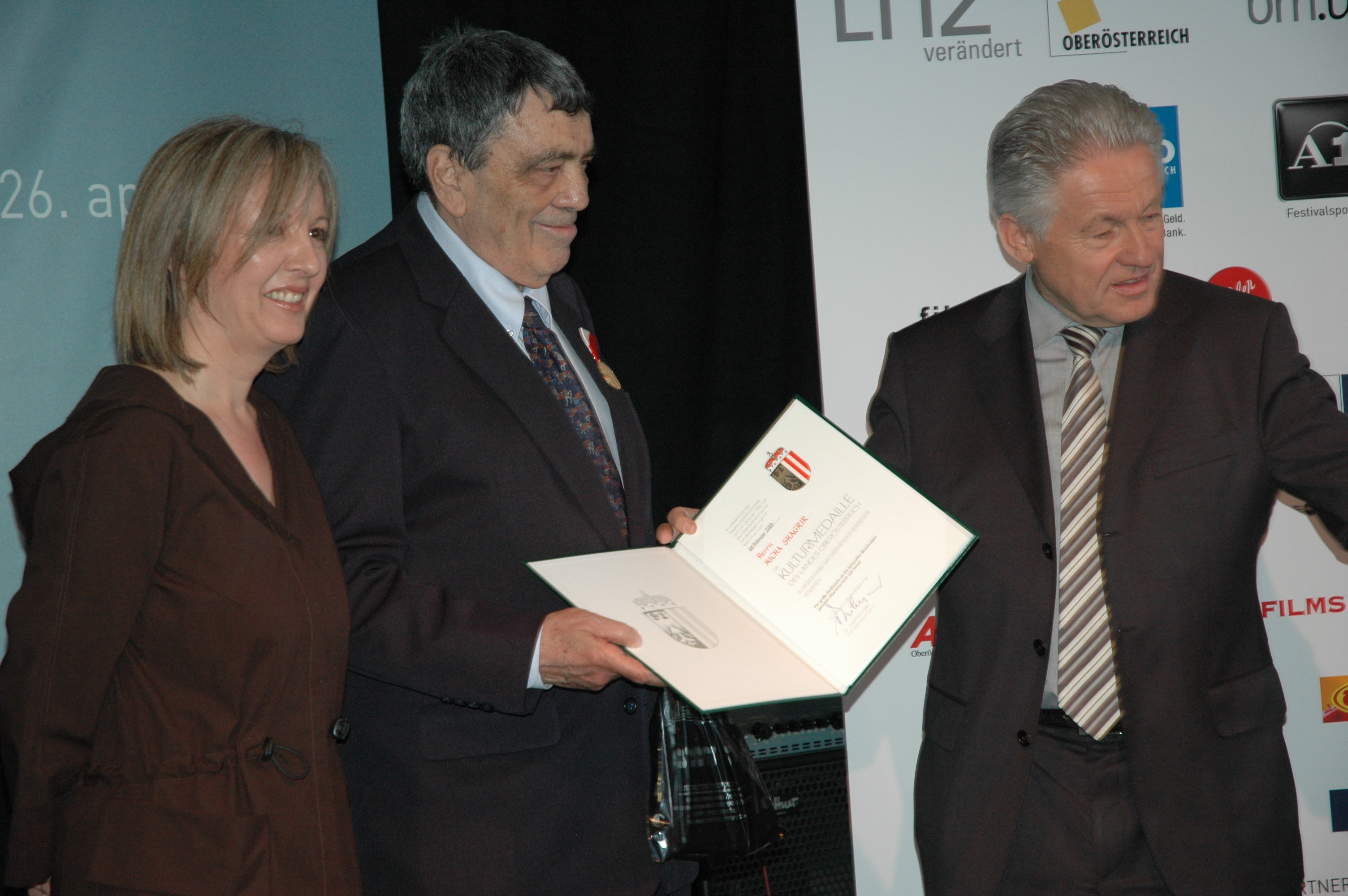
Verleihung der Landeskulturmedaille von Landeshauptmann Josef Pühringer an den in Linz geborenen israelischen Filmproduzenten und -regisseur Micha Shagrir im Rahmen der Eröffnung des Festivals 2009.

2005 fand das Festival von 26. April bis 1. Mai an sechs Tagen statt, wobei am ersten Tag nur der Eröffnungsfilm Lost and Found (2005) in drei Vorstellungen im City-Kino vorgeführt wurde. Die Veranstaltungsorte Landesgalerie und Arenaplatz wurden nicht mehr für Filmvorführungen miteinbezogen. Das Festivalbudget blieb mit 250.000 Euro in etwa gleich und lag somit weiter deutlich hinter dem mit öffentlichen Geldern stärker geförderten Diagonale in Graz zurück. In 100 Vorstellungen wurden 150 Filme aus 30 Ländern vorgeführt. Eine Neuerung war, dass vormittags kinder- und jugendgerechte Festivalfilme eigens für Schulklassen vorgeführt wurden. Das Rahmenprogramm bot 20 weitere Veranstaltungen. Insgesamt wurden 12.000 Besucher gezählt.
2006 wurde die Festivalabwicklung vom Moviemento an die neu gegründete Crossing Europe GmbH übergeben. Das Budget erhöhte sich zum Teil auch wegen erstmaliger Förderung durch das MEDIA-Programm der EU auf 300.000 Euro, wovon rund die Hälfte öffentliche Fördermittel ausmachten. Der erste der sechs Festivaltage wurde nun bereits mit acht Vorstellungen bespielt, was in den folgenden Jahren beibehalten wurde, und allgemein bekam der europäische Animations- und Kurzfilm eine größere Aufmerksamkeit zugesprochen. Nachdem 2005 mit „Short Matters“ erstmals zwei europäische Kurzfilmprogramme erstellt wurden, wurden 2006 und 2007 „European Animation Highlights“ präsentiert und ergänzend zu den oberösterreichischen Local-Artists-Kurzfilmprogrammen finden seit 2006 Kooperationen mit österreichischen Kurzfilmfestivals statt, die für Crossing Europe eine Auswahl neuer und ausgezeichneter Kurzfilmproduktionen zusammenstellen. Das Festival 2006 endete nach 110 Vorstellungen von 160 Filmen aus 27 Ländern mit 12.000 Besuchern.
2007 betrug das Budget, auch dank erstmaliger Förderung aus dem „Kulturhauptstadt 2009“-Topf der Stadt Linz, 350.000 Euro. Das Festival verzeichnete erneut eine Steigerung bei den Besucherzahlen. 120 Filme aus 29 Ländern sowie das Rahmenprogramm erreichten 13.000 Besucher.
2008 wurde die neue Programmsektion „Nachtsicht“ eingeführt, die sich dem europäischen Genrefilm widmet. 2008 waren fünf Horrorfilme zu sehen. Erneut waren österreichische Filmfestivals zu Gast: das Youki – Internationales Jugend-Medienfestival sowie die Wiener Video- und Filmtage (WVFT). Die Zahl der Filmvorstellungen wurde mit der Eröffnung eines zusätzlichen Kinosaals im Moviemento auf 132, inklusive aller Rahmenveranstaltungen, erhöht. Die Festivaldauer betrug sechs Tage, vom 22. bis 27. April. Inklusiver aller Kurzfilme wurden hierbei rund 150 Filme aus 32 Ländern gezeigt. Die Besucheranzahl konnte somit auf rund 16.000 erhöht werden.
2009 fand das Festival aufgrund zusätzlicher finanzieller Mittel aus dem Kulturhauptstadt-2009-Budget einen Tag länger, also sieben Tage, statt. Die Zahl der gezeigten Filme erhöhte sich auf 177 (inkl. Kurzfilme) aus 33 Ländern, die in 180 Vorstellungen gezeigt wurden. 130 Regisseure und andere an den gezeigten Filmen beteiligte Personen waren zu Gast und bei den Vorführungen ihrer Filme anwesend. Insgesamt 570 akkreditierte Gäste wurden gezählt. Die Besucherzahl erhöhte sich auf knapp 18.000.
2010 musste das Festival nach drei Jahren Förderung aus dem Linz-’09-Topf mit geringeren Mitteln als im Vorjahr auskommen. Die Festivaldauer betrug nun wieder sechs Tage, an denen 117 Filme aus 25 Ländern in 133 Vorstellungen vorgeführt wurden. 115 Regisseure und Filmschaffende waren nach Vorführungen ihrer Filme für Gespräche mit dem Publikum anwesend, insgesamt wurden 600 Akkreditierungen an Filmschaffende, Branchengäste, Medienvertreter und Filmstudenten vergeben. Aufgrund des Vulkanausbruches in Island fehlten zu Festivalbeginn noch 75 internationale Gäste und 5 % der Filmkopien; mit Verspätung trafen die meisten Gäste sowie sämtliche Filmkopien jedoch noch ein.
Inklusive der 12 Rahmenveranstaltungen, wie etwa der „Nightline“, zählte das Festival rund 17.000 Besucher. Die Auslastung der Kinos erhöhte sich jedoch stark, da die 133 Kinovorstellungen 2010 gleich viele Eintritte (deren Zahl nicht gesondert ausgewiesen wird) verzeichneten wie die 180 Vorstellungen im Vorjahr.
2011 wurden in 155 Vorstellungen 160 Filme aus 35 Ländern gezeigt. Inklusive Rahmenprogramm wurden damit von 12. bis 17. April 19.000 Besucher erreicht.
2012 fand das Festival vom 24. bis 29. April statt. In 160 Vorstellungen wurden 146 Filme aus 43 verschiedenen Ländern gezeigt. Das Festival erreichte damit 21.000 Besucher. Als neuer Ort konnte 2012 erstmals der Ursulinensaal im Oberösterreichischen Kulturquartier (vormals als Ursulinenhof bekannt) bespielt werden.
Das 10-Jahres-Jubiläum wurde vom 23. bis 28. April 2013 mit einer neuen Spielstätte, dem Kulturquartier Oberösterreich, und rund 20.000 Besuchern begangen. Insgesamt wurden 162 Spiel-, Dokumentar- und Kurzfilme aus 40 Ländern (davon 96 Österreich-Premieren) gezeigt. Im Herbst desselben Jahres wurde das Festival vom Land Oberösterreich mit dem Großen Landeskulturpreis für initiative Kulturarbeit ausgezeichnet. Für die Festivalausgabe 2014 wurden über 1000 Filme eingereicht. Das 11. Crossing Europe Filmfestival fand von 25. bis 30. April 2014 statt und konnte über 20.000 Besucher verzeichnen. Insgesamt 184 Spiel-, Dokumentar- und Kurzfilme aus 37 verschiedenen Ländern (davon 98 Österreich-Premieren und 28 Weltpremieren) flimmerten über die Leinwände. Unter den 150 Filmgästen waren u. a. die Regisseure Joanna Hogg, Claire Simon und der Horror-Spezialist Dario Argento.
In den Jahren 2015 bis 2019 gelang es, die Besucherzahl auf 24.000 Personen zu steigern. Mit der Yaaas! Jugendschiene wurde 2019 ein gezieltes Angebot für das junge Kinopublikum in das Festivalprogramm aufgenommen.
Das Festival 2020 sollte ursprünglich vom 21. bis zum 26. April stattfinden, wurde aber aufgrund der COVID-19-Pandemie abgesagt. Unter dem Titel Crossing Europe Extracts wurde allerdings ein Alternativprogramm realisiert. In diesem Rahmen fand am 21. April 2020 eine modifizierte Online-Festivaleröffnung statt und von 21. April bis 20. Mai waren zehn ausgewählte Festivaltitel über die beiden Streaming-Plattformen Kino VOD Club und Flimmit einen Monat lang als Video-on-Demand verfügbar.
Die für April 2021 geplante Ausgabe wurde auf Juni 2021 verschoben, die Vergabe der Preise fand am 5. Juni statt. Das Festival zählte 2021 aufgrund der Corona-Maßnahmen rund 10.000 Besucher. Die notwendigen Adaptierungen führten naturgemäß zu weniger Publikum im Vergleich zum Vor-Pandemiejahr 2019.

### Leitung Sabine Gebetsroither und Katharina Riedler (ab der Ausgabe 2022)
2022 übernahmen Sabine Gebetsroither und Katharina Riedler die Leitung des Festivals. Es fand vom 27. April bis zum 2. Mai statt. Die Filmpreise wurden am 1. Mai 2022 verliehen. Mit Crossing Europe @ Home wurden wieder Festivalelemente für zuhause angeboten.
2023 beging das Festival unter dem Titel Europe, we need to talk sein 20-jähriges Jubiläum.
Die sechstägige Ausgabe 2024, bei der 144 Spiel-, Dokumentar- und Kurzfilme aus 41 Ländern präsentiert wurden, verzeichnete rund 14.500 Besucher.
Von 29. April bis 4. Mai 2025 besuchten 14.500 Gäste das Festival. Gezeigt wurden 142 Spiel-, Dokumentar- und Kurzfilme aus 42 Ländern. Mit dem Film Maya, schenkst du mir einen Titel (Maya, donne-moi un titre) wurde erstmals eine Vorstellung speziell für Kinder ab sechs Jahren gezeigt. Die Ausgabe 2025 widmete das Local Artist Special dem gebürtigen Linzer Edgar Honetschläger.

### Leitung
- 2003–2021: Christine Dollhofer

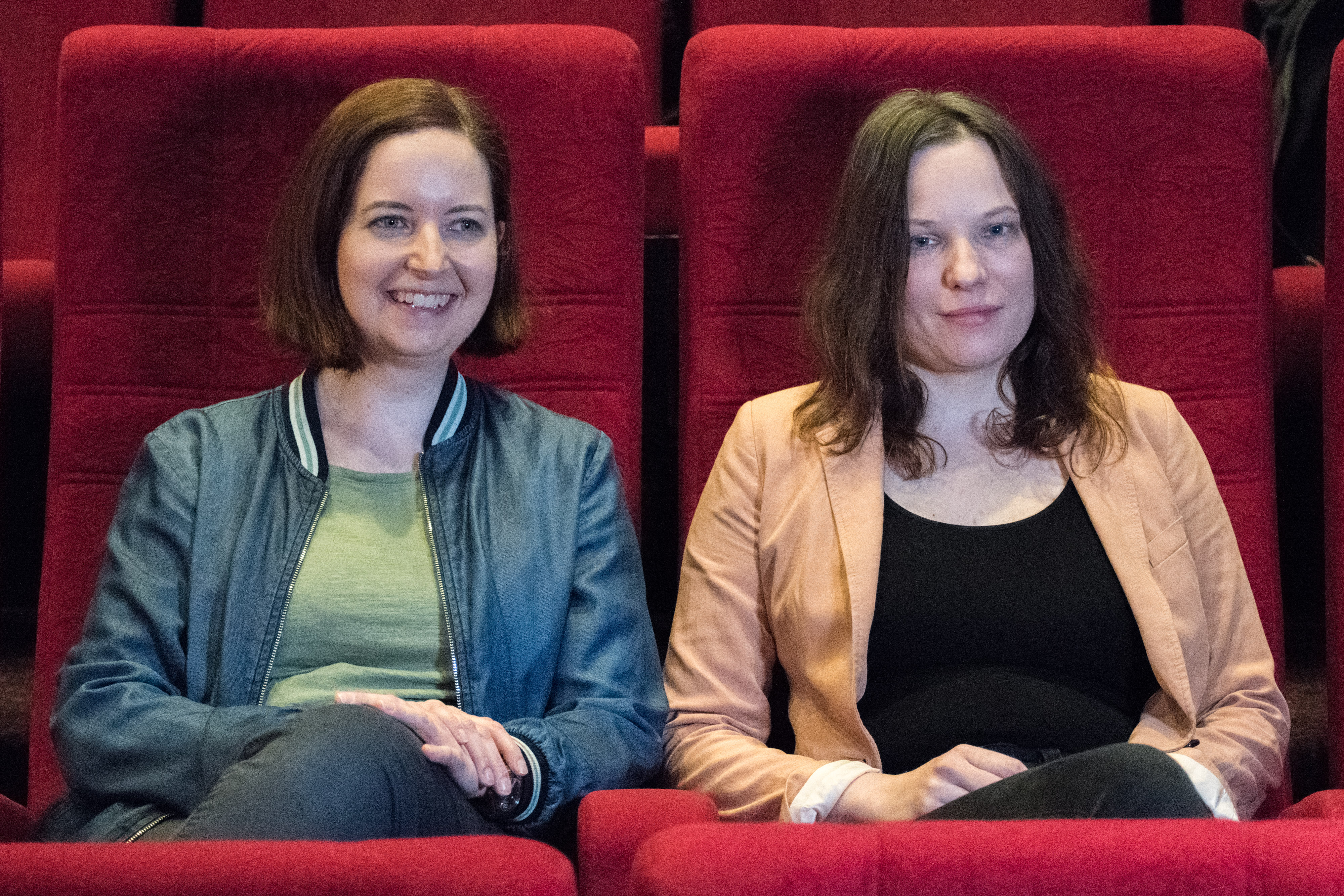
Sabine Gebetsroither und Katharina Riedler, Crossing Europe 2022

- seit Oktober 2021: Sabine Gebetsroither und Katharina Riedler[30][31]

## Sektionen
Das Filmprogramm des Festivals ist in mehrere Sektionen, bzw. Programmschienen, gegliedert. In vier davon – Competition Fiction, Competition Documentary, Competition Local Artists und (seit 2018) YAAAS! Jugendjury – werden Preise von Jurys vergeben.
In den anderen Sektionen werden herausragende europäische Filmproduktionen, für die großteils kein Kinostart in Österreich vorgesehen ist, gezeigt. Häufig handelt es sich hierbei um international ausgezeichnete Produktionen oder um neue Werke junger Filmschaffender, die dem Linzer Publikum, aber auch Kinobesitzern und Filmverleihern, vorgestellt werden sollen. In der Sektion Local Artists wird innovatives oberösterreichisches Filmschaffen vorgestellt. In Tributes, Arbeitswelten, Architektur & Gesellschaft, Spotlight und Specials werden jährlich neue Schwerpunkte gesetzt.

### Competition Fiction

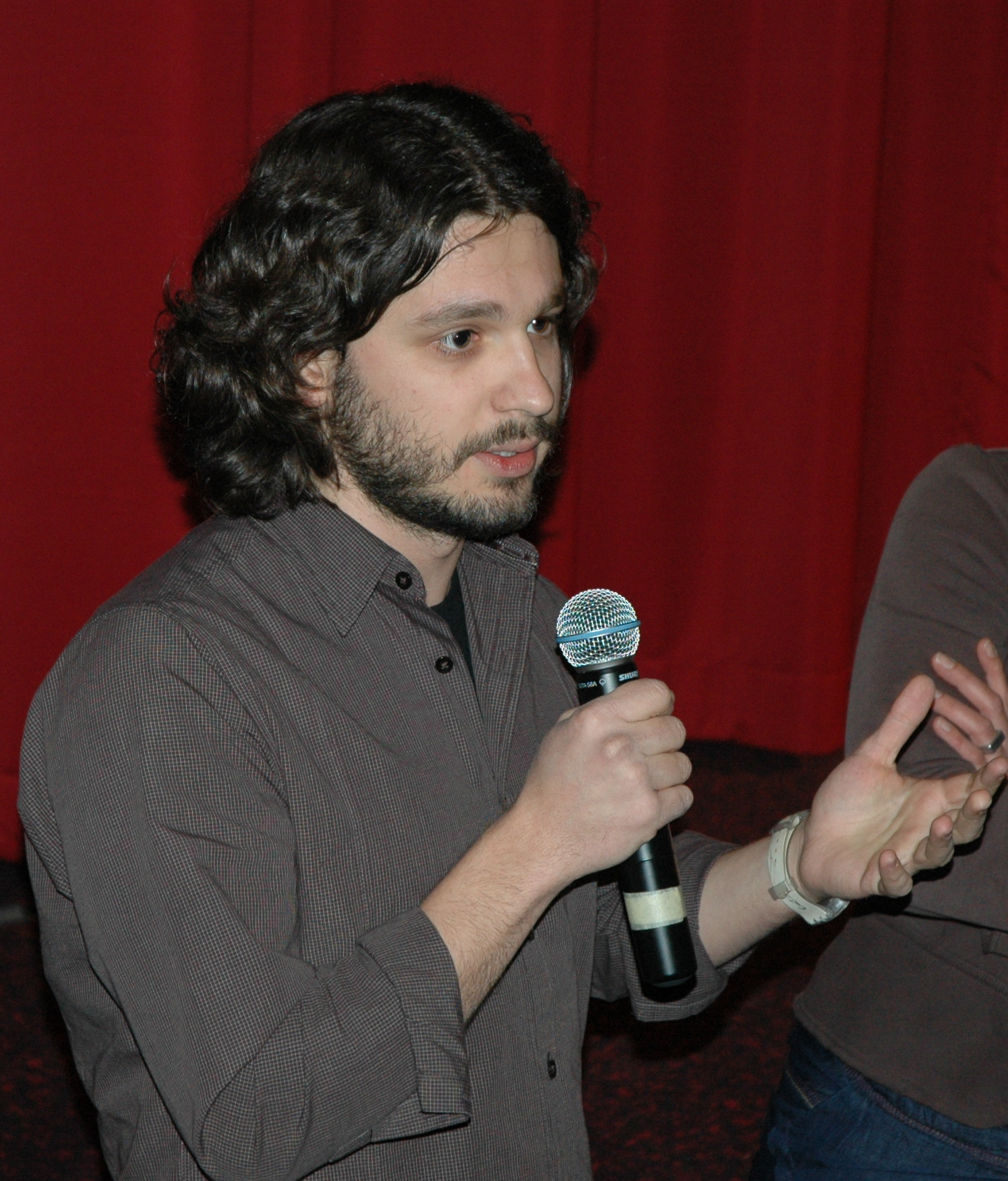
Stefan Arsenijević 2008 bei der Publikumsdiskussion nach der Österreich-Premiere seines im Wettbewerb laufenden Films Love and Other Crimes.

Für den Wettbewerb Competition Fiction kommen nur Erst- und Zweitwerke europäischer Regisseure infrage. Der Wettbewerb umfasst neun bis elf Filme. Allesamt Erstaufführungen in Österreich.
Der Gewinner des Wettbewerbs Competition Fiction wird von einer jährlich wechselnden dreiköpfigen Jury ermittelt. Zudem erhält einer der Filme am Ende des Festivals den Audience Award (Publikumspreis), der durch die Auswertung der im Kino nach jeder Wettbewerbsfilmvorstellung vom Publikum ausgefüllten Stimmzettel ermittelt wird. Preisempfänger ist jeweils der Regisseur.

### Competition Documentary
Die Wettbewerbskategorie für Dokumentarfilme wurde 2010 erstmals eingeführt und war im ersten Jahr mit Ankauf und Ausstrahlung durch den ORF dotiert. Von 2010 bis 2012 wurde an einen der Spielfilme der Sektion Panorama Fiction der New Vision Award vergeben. Seit 2018 heißt die Kategorie Competition Documentary.

### Competition Local Artists
In der Programmschiene Local Artists werden Filme aller Art – Kurz-, Lang-, Spiel-, Dokumentar-, Experimental- und Animationsfilme – gezeigt, die von oberösterreichischen Regisseuren hergestellt wurden bzw. ein Oberösterreich-Bezug haben. Für den Wettbewerb kommen jedoch nur jene Filme infrage, die nicht bereits in Kinos gestartet sind oder ein Kinostart vorgesehen ist, die noch keinen Filmverleih haben sowie Fernsehproduktionen. Auch Specials nehmen nicht am Wettbewerb teil. Die Zahl der für den Local Artist Award Nominierten variiert stark, da auch die zahlreichen Kurzfilme berücksichtigt werden.
Im Rahmen der Local Artists werden mehrere Kurzfilmprogramme gezeigt, die jeweils eine Reihe von Musikvideos, Kurz-, Experimental- und Animationsfilmen aus Oberösterreich präsentieren. Ab 2006 werden diese durch Kurzfilmprogrammen, die von österreichischen Kurzfilmfestivals eigens zusammengestellt und in Linz präsentiert werden, ergänzt. So war von 2006 bis 2009 das Jugendfilmfestival YOUKI mit einem eigenen Programm zu Gast (und 2006 zusätzlich Sixpackfilm in der Sektion „Austrian Screenings“). Jeweils zusätzlich waren 2007 Vienna Independent Shorts und 2008 die Wiener Film- und Videotage zu Gast. Seit 2009 gibt es für andere österreichische Festivals keine eigenen Gastprogramme mehr, als Teil der Panorama-Sektion oder in Specials werden jedoch in variierender Anzahl eigens zusammengestellte Programme anderer europäischer Filmfestivals oder Filmschulen gezeigt.
2008 wurden erstmals alle Local Artist-Filme im Rahmen sieben thematisch zusammengestellter Programme gezeigt, die jeweils zwischen 70 und 100 Minuten lang sind und die zwischen zwei und 14 Filme beinhalteten. Die Zahl und Benennung der verschiedenen Programme variiert von Jahr zu Jahr, die Struktur wurde aber beibehalten. So kamen 2008 zwei Specials hinzu: die „Masterclass“ mit aktuellen Arbeiten von Dozenten der Universität für künstlerische und industrielle Gestaltung Linz, darunter Mara Mattuschka, sowie ein Programm aus Filmen des Linzer Experimentalfilmers Dietmar Brehm (wie auch 2009 und 2011).

### YAAAS! Competition
YAAAS! Competition ist die Jugendschiene von Crossing Europe. Das Angebot, das speziell auf Jugendliche zwischen 15 und 20 Jahren abgestimmt ist, wurde 2019 erstmals vorgestellt.

### European Panorama
Weitere ausgewählte europäische Spiel- und Dokumentarfilme, die nicht am Wettbewerb teilnehmen, werden in den Sektionen European Panorama Documentary und European Panorama Fiction vorgestellt. Hier werden aktuelle Produktionen aus ganz Europa versammelt. So vielgestaltig wie das europäische Filmschaffen sind auch die filmischen Positionen dieser Sektionen, die Highlights der aktuellen Festivalsaison, filmische Entdeckungen sowie neue Arbeiten früherer Crossing Europe-Gäste in österreichischer Erstaufführung präsentiert.

#### European Panorama Specials

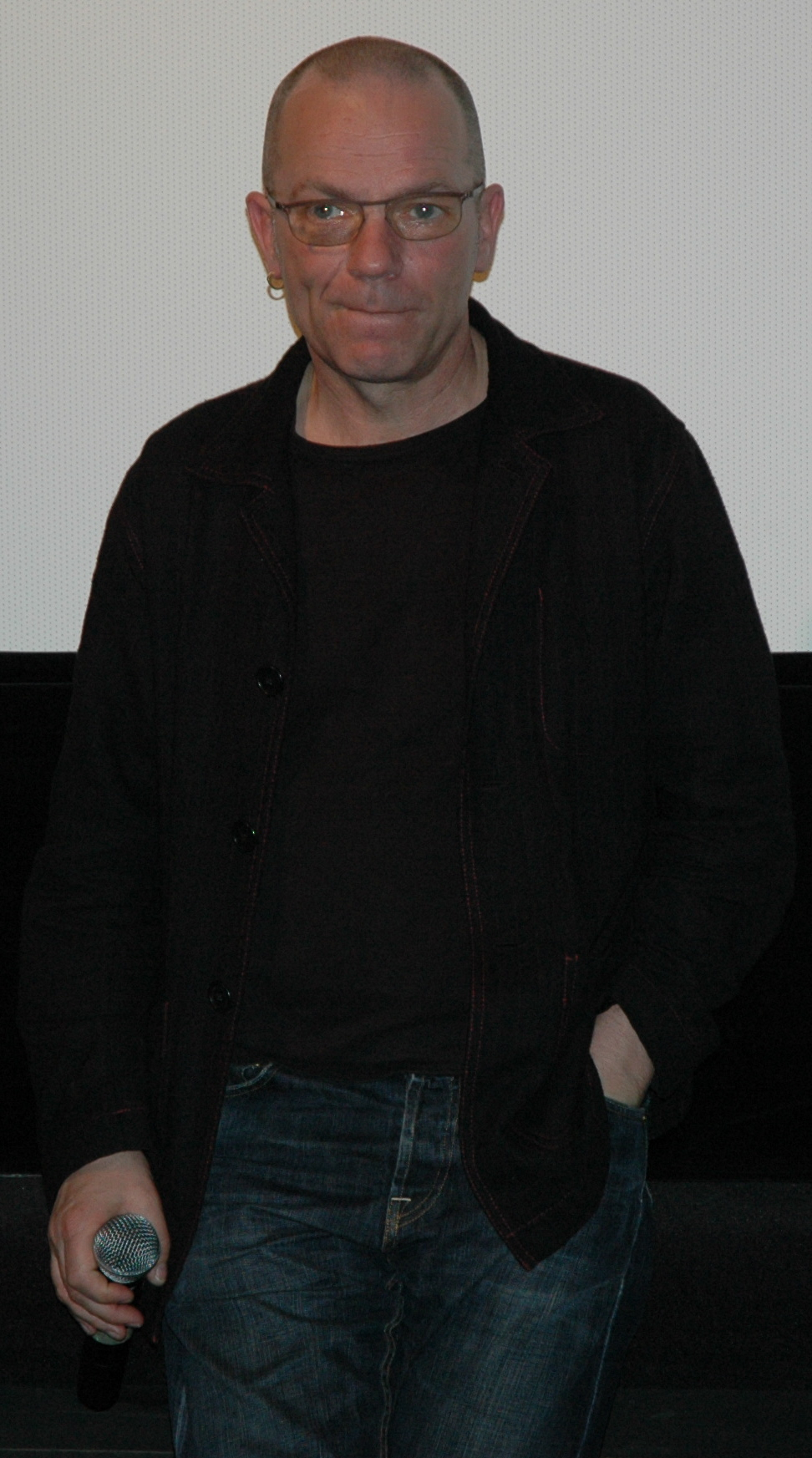
Thomas Heise wurde 2007 ein Special in der Sektion Panorama Special gewidmet und 2008 (Bild) war er in der Sektion „Arbeitswelten“ erneut mit mehreren Filmen am Festival vertreten.

In mehreren Festivaljahren finden sich verschiedene Sonderprogramme mit wechselnden Titeln. So zum Beispiel 2011 eine Werkschau von „Flipt! Österreichisches Daumenkino-Festival“ (im Atelierhaus Salzamt Linz) sowie ein Filmprogramm im bb15 – Raum für Gegenwartskunst. Weiters wurde eine Auswahl von Werken der Sam Spiegel Film- and Television School in Jerusalem und ein Film von dessen Direktor Renen Schorr sowie Kurzfilme des slowenischen Festivals für mittel- und osteuropäischen Animationsfilm Animateka gezeigt. Ebenso eine eigene Sektion waren im Jahr 2011 die sowjetischen und DDR-„Western“-Filme („Red Westerns“), die in Kooperation mit dem Int. Filmfestival Rotterdam gezeigt wurden.
Der Schwerpunkt 2004 lautete „Closer View“ und war den EU-Beitrittsländern Tschechien und Slowakei gewidmet. 2005 setzte sich das Panorama Special aus einer Auswahl europäischer Hip-Hop-Videos, ausgewählten Festivalfilmen des Filmfestival Cottbus sowie zwei europäische Kurzfilmprogrammen unter dem Titel „Short Matters!“ zusammen. 2006 und 2007 beinhaltete es auch ein eigenes Programm ausgewählter europäischer Animationsfilme, die unter dem Titel „European Animation Highlights“ von den Animationsfilmkünstlern Thomas Renoldner und Igor Prassel zusammengestellt wurden. Zudem waren 2006 mehrere Musikdokumentationen, spanische Kurzfilme unter dem Titel „Mirador 06“ und „drei Filme von Thomas Heise“ zu sehen. Weitere Specials 2007 waren „Belle de Jour / Belle toujours“ über die beiden gleichlautenden Filme der Regisseure Luis Buñuel und Manoel de Oliveira sowie ein Programm aus drei ausgewählten rumänischen Filmen.
Die Specials 2008 waren die „Kenedi-Trilogie“ Želimir Žilniks und drei Filme des Dokufests Prizren, dem 2002 gegründeten, ältesten Filmfestival des Kosovo. 2009 wurden im Rahmen des Linz-09-Projekts Extra Europa drei Specials Filmschaffenden aus drei europäischen Nicht-EU-Ländern – Schweiz, Türkei und Norwegen – gewidmet. Diese waren Young Turkish Cinema, Animationsfilme des Fantoche-Animationsfestivals in der Schweiz sowie norwegische Film- und Videokunst vom Tromsø International Film Festival. 2010 gab es keine Panorama Specials, stattdessen wurde außerhalb der Sektionen ein Kurzfilmprogramm von NISI MASA, einem europäischen Netzwerk junger Filmschaffender, in Vertretung durch das österreichische Mitglied kino 5 gezeigt. 2011 wurde eine eigene „Specials“-Sektion eingeführt.

### Arbeitswelten
In „Arbeitswelten“ werden ausschließlich Spiel- und Dokumentarfilme gezeigt, die sich mit einem jährlich wechselnden Schwerpunkt „zeitgenössischer Arbeitsverhältnisse“ unter Schlagworten wie Neoliberalismus oder New Economy befassen und deren Auswirkungen auf die Gesellschaft darstellen. Programmiert wird diese Filmsektion von unterschiedlichen Kuratoren, wie der Wiener Gruppe Kinoreal, bestehend aus den Cineasten Dominik Kamalzadeh (Filmkritiker, Der Standard), Michael Loebenstein (Kurator, Österreichisches Filmmuseum), Dieter Pichler (Filmeditor und Redakteur der Filmzeitschrift kolik.film) und Katharina Riedler. Jeweils in Kooperation mit der Arbeiterkammer Oberösterreich/Kultur.
Das erste Programm 2004 warf die Frage „Schöne neue Arbeitswelt?“ auf. Gezeigt wurden vier deutsche, eine französische und eine österreichische Arbeit. Darunter etwa Dunkler Lippenstift macht seriöser von Katrin Rothe (D 2003). Im zweiten Jahr wurden vier österreichische und deutsche Produktionen unter dem Titel Unsichtbare Gegner gezeigt. Darunter der Dokumentarfilmklassiker Postadresse Schlöglmühl (1990) des österreichischen Avantgardefilmers Egon Humer und die viel beachtete Dokumentation über eine vorbelastete Persönlichkeit der deutschen Wirtschaftspolitik Hat Otto Wolff von Amerongen Konkursdelikte begangen von Gerhard Benno Friedl (D/Ö 2004). 2006 stand im Zeichen der „Firmenpolitik“, dessen ethische Selbsteinschätzung und legale Handlungsspielräume mit drei finnischen und einem tschechischen Filmen hinterfragt wurden. Die Arbeitswelten 2007 zeigten vier deutsche und einen indischen Film zum Thema „Umbrüche und Aufbrüche“, wobei vor allem die Globalisierung mit ihren Begleiterscheinungen wie Outsourcing im Mittelpunkt stand. Die Arbeitswelten-Filme 2008 wurden zum Thema „Festung Europa, Rechtsradikale, Fremdenfeindlichkeit und Arbeitslosigkeit“ ausgewählt und stammen, bis auf einen britischen Film, allesamt aus Deutschland. 2009 waren die Wirtschaft im Zeichen der Globalisierung und soziale Folgen von zunehmend prekärer Arbeitsverhältnisse Thema. 2010 stand die Sektion unter dem Schlagwort „Welt 3.0“, neben Dokus zu gegenwärtigen Arbeitsrealitäten wurden zwei Filme über ehemalige und bestehende Industrielandschaften gezeigt (Milltown, Montana und Petropolis – Aerial Perspectives on the Alberta Tar Sands). 2011 waren globalisierungsbedingte Umbrüche in der „Arbeitswelt“ Schwerpunkt der gezeigten Filme, wobei der Fokus vor allem auf weibliche Arbeiter gerichtet war.

### Tribute

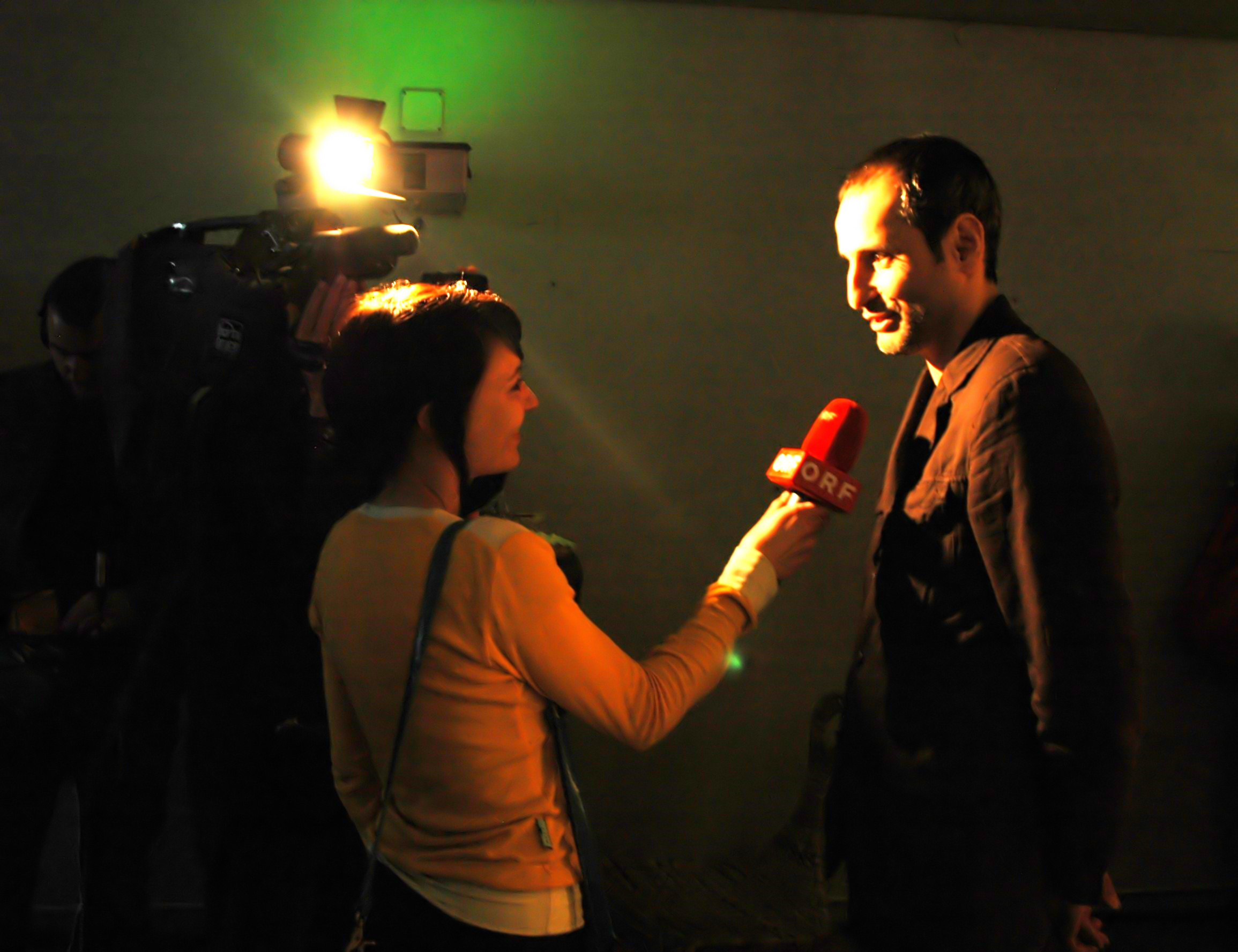
Alexei Petrowitsch Popogrebski (Koktebel Film Company) im Interview mit einem ORF-Fernsehteam an der Eröffnungsfeier des Festivals 2010.

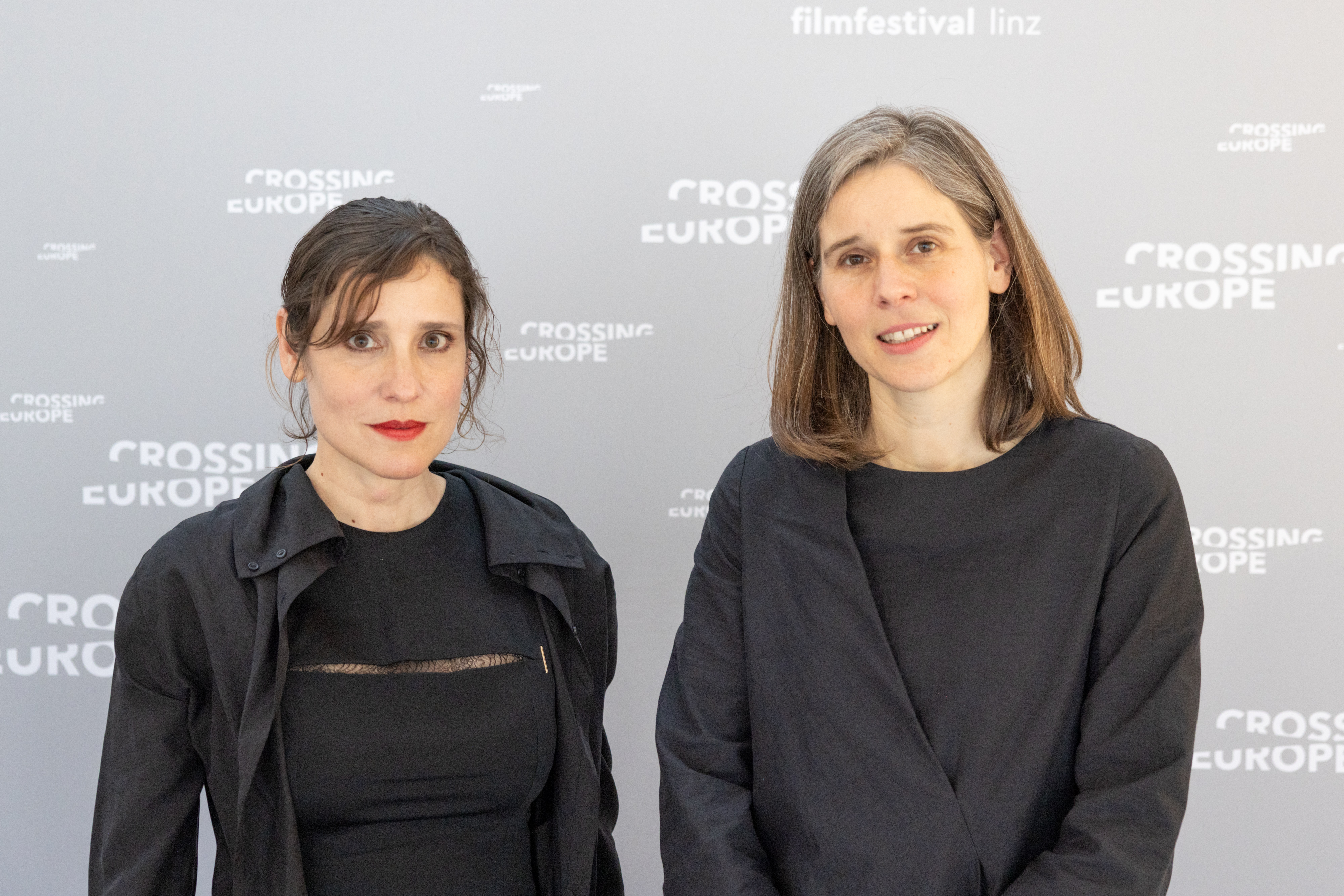
Angeliki Papoulia und Antonia Rahofer (BMKÖS) 2023

In der Sektion Tribute widmet sich Crossing Europe dem Gesamtwerk „außergewöhnlicher europäischer Regiepersönlichkeiten“. Dies beinhaltete ausgewählte Filmen sowie Diskussionen mit den anwesenden Regisseuren. 2023 wird diese Auszeichnung erstmals an eine Schauspielerin vergeben.
Die bisherigen Tributes:
- 2004: Matteo Garrone (Italien) und Priit Pärn (Estland)
- 2005: Maja Weiss und Harry Rag (Slowenien/Deutschland)
- 2006: Susanna Helke und Virpi Suutari (Finnland)
- 2007: Marc Recha (Spanien)
- 2008: Lithuanian Documents – Audrius Stonys, Arunas Matelis und Sharunas Bartas (alle Litauen)
- 2009: Ursula Meier (Schweiz), Lionel Baier (Schweiz)
- 2010: Koktebel Film Company (Russland)
- 2011: Nanouk Leopold und Stienette Bosklopper (Niederlande)
- 2012: Anca Damian (Rumänien)
- 2013: Przemysław Wojcieszek (Polen)
- 2014: Joanna Hogg (England)
- 2015: Sergei Loznitsa (Weißrussland)
- 2016: Helena Třeštíková (Tschechien)
- 2017: Anka Sasnal, Wilhelm Sasnal (Polen)
- 2018: Edoardo Winspeare (Italien)
- 2019: Jaime Rosales (Spanien)
- 2020: Valie Export (Österreich)
- 2021: Ivan Ostrochovský (Slowakei)
- 2022: Fabrice Du Welz (Belgien)
- 2023: Angeliki Papoulia (Griechenland)
- 2024: Aliona van der Horst (Niederlande)
- 2025: Silvia Luzi und Luca Bellino (Italien)

### Austrian Screenings
Von 2006 bis 2014 gehörten die „Austrian Screenings“ zum Programm von Crossing Europe. Hierbei wurden ausgewählte neue österreichische Filme, die noch vor Kinostart standen, dem Festivalpublikum vorgeführt. 2006 war dies etwa der Dokumentarfilm Unser täglich Brot (Regie: Nikolaus Geyrhalter, 2005) und 2007 zählte der unter anderem an der Berlinale ausgezeichnete, Vergangenheitsbewältigung thematisierende Dokumentarfilm Kurz davor ist es passiert (Regie: Anja Salomonowitz, 2006) dazu. 2008 standen ebenfalls bereits international beachtete Filme auf dem Programm, wie etwa Götz Spielmanns Revanche, das auf der Berlinale uraufgeführt wurde. 2011 war als „Austrian Screening“ Die Vaterlosen von Marie Kreutzer und Schwarzkopf von Arman T. Riahi zu sehen. 2012 wurden Kuma von Umut Dağ und Outing von Sebastian Meise und Thomas Reider präsentiert.
Den akkreditierten Fachgästen, dies sind jährlich etwa 400 bis 750, wurde zudem die Möglichkeit geboten, neue österreichische Filme jeder Art sowie von East Silver Caravan, einer Initiative des Dokumentarfilmfestivals Jihlava, ausgewählte osteuropäische Dokumentarfilme vor Kinostart in der Crossing Europe Video Library zu sichten.

### Nachtsicht
2008 wurde mit „Nachtsicht“ eine neue Programmschiene eingeführt, die dem europäischen Genrefilm, insbesondere dem Horrorfilm (2011) oder „unvernünftigen und der herkömmlichen Produktionslogik widersprechenden Filmen“ (2012) gewidmet ist.

### OK Artist in Residence
„OK Artist in Residence“ war eine Programmschiene, in der ein Künstler aus dem Cross-over Bereich Kunst/Film mit einer Ausstellung im Offenen Kulturhaus O.K. sowie mit einem Filmprogramm in den Festivalkinos vertreten war. Seit 2015 wird diese Kooperation mit dem O.K. in anderer Form fortgesetzt.
Bisherige OK Artists in Residence:
- 2004: Siegfried A. Fruhauf, österreichischer Experimentalfilmer
- 2005: Corinna Schnitt, deutsche Fotografin, Film- und Videokünstlerin
- 2006: Wiktor Alimpijew, russischer Künstler
- 2007: Sejla Kameric, bosnische Künstlerin
- 2008: Lida Abdul, afghanische Performance- und Videokünstlerin
- 2009: Inger Lise Hansen, norwegische Videokünstlerin
- 2010: Rainer Gamsjäger, österreichischer Videokünstler
- 2011: Harald Hund und Paul Horn, österreichische Film-/Videokünstler
- 2012: Heidrun Holzfeind (AT), Christoph Draeger (CH)
- 2013: Omer Fast (IL/DE)
- 2014: Fernando Sánchez Castillo (ES), Gabriele Edlbauer (AT)

### Demokratisierte Nutzung, Gestaltung und Transformation des urbanen Raums
Seit 2010 widmet sich in Kooperation mit dem Architekturforum Oberösterreich (AFO) „eine eigene Filmreihe den Möglichkeiten demokratisierter Nutzung, Gestaltung und Transformation des urbanen Raums“.
2010 stand die Filmreihe unter dem Titel „Reclaiming Space“ mit Filmen über Aktionen im öffentlichen Raum (zwei österreichische Kurzfilme, Body Trail und Corners), Street Art (Street Art – die vergängliche Rebellion, Deutschland), eine Hausbesetzung (This Moment is not the Same, Schweiz) und die Gentrifizierung in St. Pauli (Empire St. Pauli – von Perlenketten und Platzverweisen, Deutschland).
2011 lautete das Thema „Stadt–Migration–Identität“, die vier gezeigten Filme waren aus Frankreich (Le Bateau en Carton / The Paper Boat und Qu’ils reposent en révolte (des figures de guerre) / Strange Fruit), Deutschland (Neukölln Unlimited) sowie der Schweiz (Pizza Bethlehem). 2012 wurde in Kooperation mit dem AFO das Thema „Transition Spaces – Nowhere Places“ bearbeitet, 2013 lautet der Schwerpunkt Randlagen.
Seit 2017 wird diese Schiene „Architektur und Gesellschaft“ genannt, mit jährlich wechselnden Schwerpunktthemen.

## Rahmenprogramm

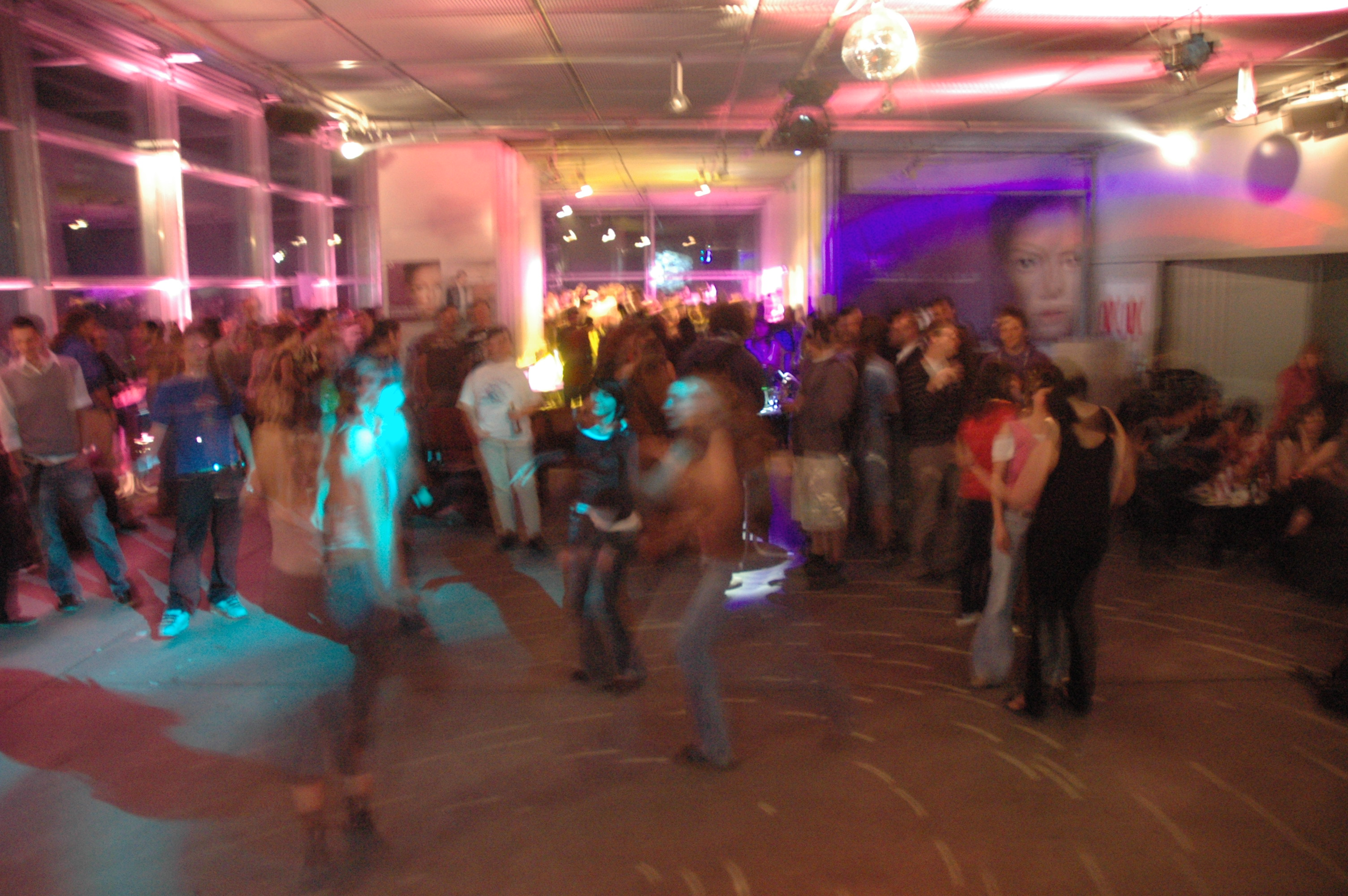
DJ-Abendprogramm „Nightline“ im Mediendeck des OK Zentrums für Gegenwartskunst

Das Rahmenprogramm umfasst tägliche Präsentationen, Diskussionen mit Regisseuren wie „Meet the film directors“ oder in Kooperation mit dem Architekturforum Oberösterreich (AFO) der „AFO-Talk“, das „Nightline“-Nachtprogramm sowie eine während des Festivals andauernde Ausstellung des OK Artist in Residence. Seit 2009 werden im Rahmen des Festivals unter dem Titel Filmatelier österreichische Filmregisseure und -regisseurinnen zu „Screenings & Lectures“ nach Linz eingeladen Umgekehrt werden einzelne Filmprogramme als „Crossing Europe zu Gast“ auch bei Kooperationspartnern wie dem Filmmuseum Wien oder dem Medienkulturhaus Wels aufgeführt.
Lokale und internationale DJs und Bands bespielen an jedem Festivaltag ab 22 Uhr bei freiem Eintritt das Mediendeck des O.K. Programmiert wird die Nightline von corridor.
Die ersten Nightlines 2004 und 2005 wurden überwiegend von österreichischen DJs abgewickelt und es fanden je zwei Konzerte internationaler Bands statt. Einer der Höhepunkte des Nachtprogramms der ersten beiden Jahre war DJ DSL. Ab 2006 spielten fast an jedem Festivaltag vor dem DJ-Programm Bands verschiedener Musikrichtungen. Auch das DJ-Programm wurde internationaler und es legten international bekannte Gruppen wie T.Raumschmiere und Funkstörung auf. Es traten unter anderem „Falkner 3“ – eine Kombination von Attwenger mit dem Rapper Huckey von Texta – und Gustav auf. 2008 fand jeden Tag, bis auf den letzten, ein Konzert statt – darunter der Wiener Musiker Didi Bruckmayr.
2010 beinhaltete die Nightline an 5 Tagen je ein Konzert und einen DJ bzw. ein DJ-Team, mit Ausnahme des Samstags, an dem vor dem DJ-Programm mit TV Buddhas (Israel) und Men (USA) zwei internationale Bands spielten. Das geplante Konzert von Lydia Lunch wurde aufgrund des Vulkanausbruches, der eine termingerechte Anreise verunmöglichte, abgesagt.
2011 hielt abermals vier Live-Konzerte sowie DJs an allen fünf Tagen bereit. Internationale Gäste waren die US-Band Dum Dum Girls sowie die deutschen DJs DJ Fett und DJ Phono, das übrige Programm wurde von lokalen und österreichweit bekannten Musikern und DJs bestritten. So gab es mit Flip, DJ Dan (zwei Texta-Mitgliedern) und der SK Invitational Rhythm Crew Hip-Hop aus Linz, The Incredible Staggers sorgten für Rock und das Adalbert Günther Trio für elektronische Tanzmusik aus dem Linzer House-Label etage noir. Die Akustik-Techno-Gruppe Elektro Guzzi und die Münchner Band Candelilla zählten 2012 zu den bekanntesten Acts, während 2013 unter anderem die Linzer Popband Shy sowie das Berliner Duo DJ Sarah Farina & Mr. Chix auftraten.

## Veranstaltungsorte

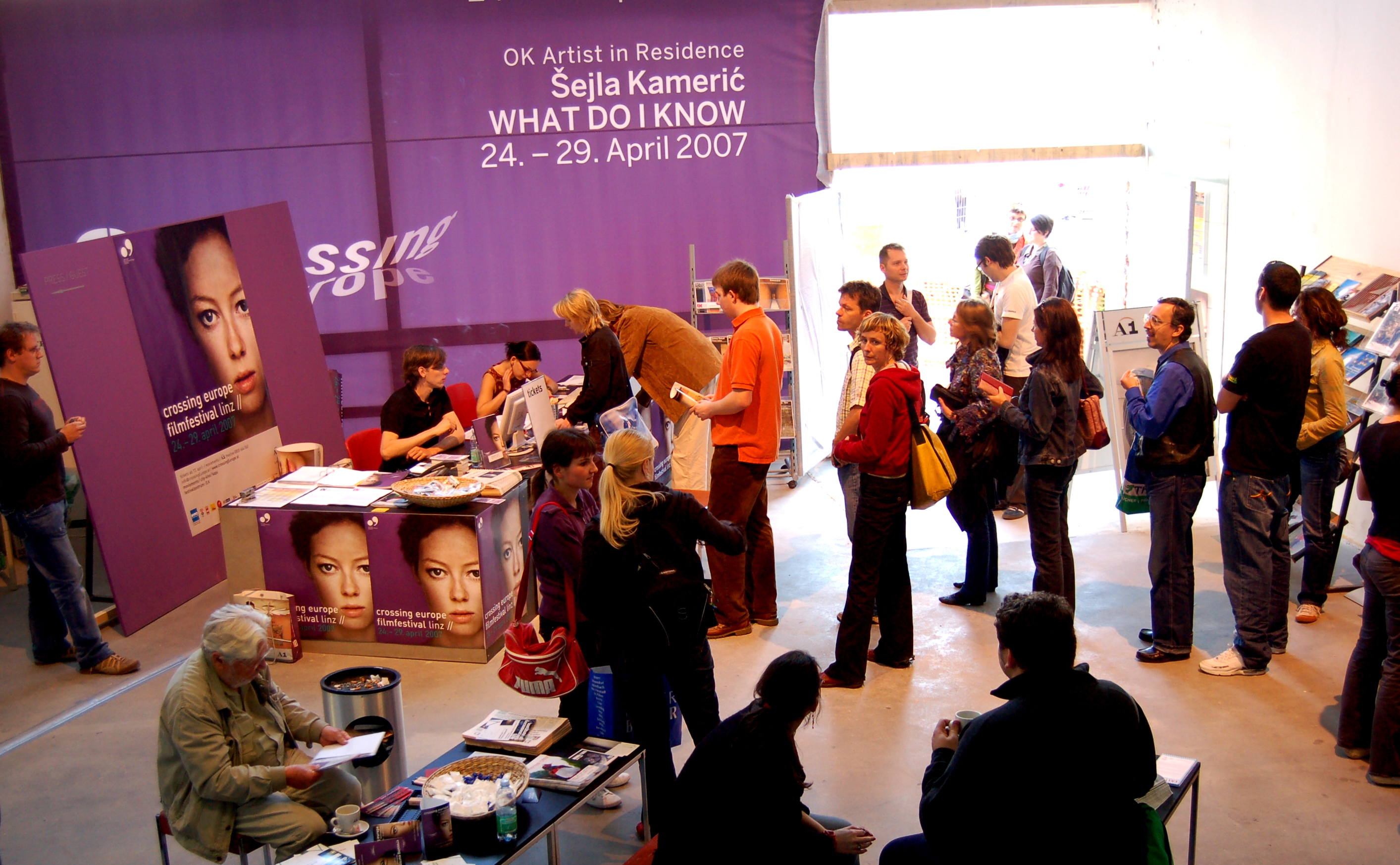
Besucher im Festivalzentrum, untergebracht im Offenen Kulturhaus O.K.

Der überwiegende Teil des Programms wird in den mittlerweile fünf (bis 2007 waren es vier) Kinosälen der Programmkinos Moviemento und City-Kino gezeigt, die nur wenig voneinander entfernt im Zentrum von Linz liegen. Täglich etwa ein Film mit Schwerpunkt Jugend- und Musikkultur aus verschiedenen Programmschienen werden im Kulturzentrum KAPU gezeigt, an mehreren Tagen wurden 2009 auch Filme im Jugendzentrum Ann & Pat gezeigt. Seit 2012 kann das Festival auch auf den Ursulinensaal, einem großen Mehrzwecksaal im OÖ Kulturquartier, das ebenfalls am OK-Platz liegt, zurückgreifen. Hier finden seither auch Festivaleröffnung sowie Preisverleihung statt.
Das Rahmenprogramm sowie die Ausstellung des OK Artist in Residence finden im OK Offenes Kulturhaus OÖ statt, das sich im Gebäude über dem Moviemento-Kino befindet. Am dortigen Mediendeck im Dachgeschoß finden sowohl die Nightline als auch Pressekonferenzen statt.

## Preise
| Jurypreise                                                     | Jurypreise                                                | Jurypreise | Jurypreise                   |
| -------------------------------------------------------------- | --------------------------------------------------------- | ---------- | ---------------------------- |
| Kategorie                                                      | gestiftet von                                             | seit       | Dotierung (in Euro, 2015)    |
| Crossing Europe Award – Best Fiction Film                      | Linz Kultur, Land Oberösterreich / Kultur                 | 2004       | 10.000                       |
| Crossing Europe Social Awareness Award – Best Documentary Film | Gesellschaft für Kulturpolitik Oberösterreich             | 2014       | 5.000                        |
| Crossing Europe Award – Local Artist                           | Land Oberösterreich Kultur / Kultur, Synchro Film         | 2004       | 7.000                        |
| Crossing Europe Innovative Award – Local Artist                | OÖ Kulturquartier                                         | 2017       | 3.500                        |
| Crossing Europe Award – Jugendjury                             | Crossing Europe                                           | 2018       | 1.000                        |
| Publikumspreise                                                |                                                           |            |                              |
| Kategorie                                                      | gestiftet von                                             | seit       | Dotierung                    |
| Crossing Europe Audience Award – Best Fiction Film             | Park Inn Radison Linz                                     | 2006       | 1.000                        |
| Creative Region Music Video Audience Award                     | Creative Region Linz & Upper Austria (2013 als Jurypreis) | 2013       | 1.500                        |
| Ehemalige Preise                                               |                                                           |            |                              |
| Kategorie                                                      | gestiftet von                                             | Zeitraum   | Dotierung                    |
| Crossing Europe Award European Documentary                     | ORF                                                       | 2010–2011  | (Sachpreis: TV-Ausstrahlung) |
| Crossing Europe Award – Local Artist Atelierpreis              | Atelierhaus Salzamt                                       | 2010–2016  | (Sachpreis)                  |
| New Vision Award                                               | Silhouette                                                | 2011–2012  | 5.000                        |
| FEDEORA Award for European Documentaries                       |                                                           | 2012–2014  |                              |
| Crossing Europe Social Awareness Award – Local Artist          | Land Oberösterreich / Soziales                            | 2014–2016  | 4.000                        |
| Crossing Europe Award – Local Artist Drehort Tabakfabrik       | Tabakfabrik Linz                                          | 2015       | (Sachpreis)                  |

Der Hauptpreis, der Crossing Europe Award European Competition, wird an den von der internationalen Jury aus dem Wettbewerb Europäisches Kino ausgewählten Film vergeben. Das Preisgeld beträgt seit 2004 gleich bleibende 10.000 Euro, die vom Land Oberösterreich und der Stadt Linz bereitgestellt werden.
Der Crossing Europe Award Local Artist wird von einer anderen Jury an eine oberösterreichische Filmarbeit vergeben, wobei Kurz-, Experimental- und Animationsfilme unterschiedlicher Länge gleichermaßen berücksichtigt werden wie Spiel- oder Dokumentarfilme. Als Einschränkung gilt jedoch, dass der Film noch nicht im Kino gestartet oder im Fernsehen gezeigt worden sein darf. Dadurch sollen gezielt junge Filmschaffende gefördert werden. Der Preis ist mit 7.000 Euro dotiert, wobei 5.000 vom Land Oberösterreich und 2.000 als Sachgutschein eines Sponsors aus dem Postproduktionsbereich beigesteuert werden.
Seit 2006 wird als dritter Preis der Publikumspreis für einen Spielfilm aus dem Wettbewerbsprogramm vergeben. Seit 2013 gibt es mit dem Creative Region Music Video Audience Award auch einen Publikumspreis für einen Kurzfilm aus dem Musikvideo-Programm.
2010 und 2011 wurde der vom ORF gestiftete European Documentary Award verliehen. Von 2012 bis 2014 wurde der Dokumentarfilmpreis durch eine dreiköpfige Jury der Filmkritiker-Vereinigung FEDEORA vergeben. Seit 2014 werden die Dokumentarfilmpreise als Social Awareness Award – Documentary vergeben und sind mit 5.000 Euro dotiert.
2011 wurde der New Vision Award (5.000 Euro) für „herausragende künstlerische Leistung im visuellen Bereich“ ins Leben gerufen. Der von einem Brillenhersteller gesponserte Preis wurde bereits 2012 das letzte Mal vergeben.

## Preisträger
Der Filmtitel wird in Originalsprache sowie gegebenenfalls in Klammer auch mit dem englischen Weltvertriebstitel angegeben.

### Crossing Europe Competition – Fiction
Hauptwettbewerb der Spielfilme.
| 2004 | Teona Strugar Mitevska                                                                        | Kako ubi svetec (How I killed a Saint)                                                        |
| 2005 | Isild Le Besco                                                                                | Demi-Tarif (Half Price)                                                                       |
| 2006 | Isabelle Stever                                                                               | Gisela                                                                                        |
| 2007 | Pia Marais                                                                                    | Die Unerzogenen (The Unpolished)                                                              |
| 2008 | Isild Le Besco                                                                                | Charly                                                                                        |
| 2009 | Mahmut Fazıl Coşkun                                                                           | Uzak İhtimal (Wrong Rosary)                                                                   |
| 2010 | Zvonimir Jurić, Goran Dević                                                                   | Crnci (The Blacks)                                                                            |
| 2011 | Lluís Galter Pia Marais                                                                       | Caracremada Im Alter von Ellen (At Ellen´s age)                                               |
| 2012 | Anka Sasnal, Wilhelm Sasnal                                                                   | Z daleka widok jest piękny (It Looks Pretty from a Distance)                                  |
| 2013 | Ektoras Lygizos Special Mention: Iveta Grófová                                                | to agori troi to fagito tou pouliou (Boy Eating the Bird’s Food) Až do mesta Aš (Made in Ash) |
| 2014 | Thierry de Peretti Liliana Torres                                                             | Les Apaches (Apaches) Family Tour                                                             |
| 2015 | Ana Lungu Ivan Ikić                                                                           | Autoportretul unei fete cuminţi (Self-portrait of a Dutiful Daughter) Varvari (Barbarians)    |
| 2016 | Visar Morina Rachel Lang                                                                      | Babai Baden Baden – Glück aus dem Baumarkt? (Baden Baden)                                     |
| 2017 | Hana Jušić                                                                                    | Ne gledaj mi u pijat (Quit Staring at My Plate)                                               |
| 2018 | Leonardo Mouramateus Special Mention: Silvia Luzi, Luca Bellino Special Mention: Emre Yeksani | António Um Dois Três (Antonio one two three) Il cratere (Crater) Körfez (The Gulf)            |
| 2019 | Natalja Merkulowa und Alexei Tschupow Special Mention: Rosanne Pell                           | Tchelovek kotorij udivil vseh (The Man Who Surprised Everyone) Light as Feathers              |
| 2020 | Veranstaltung aufgrund der COVID-19-Pandemie abgesagt                                         | Veranstaltung aufgrund der COVID-19-Pandemie abgesagt                                         |
| 2021 | Dea Kulumbegaschwili                                                                          | Dasatskisi (Beginning)                                                                        |
| 2022 | Aga Woszcyńska                                                                                | Cicha Ziemia (Silent Land)                                                                    |
| 2023 | Damian Kocur                                                                                  | Bread and Salt                                                                                |
| 2024 | Stefanie Kolk                                                                                 | Milk                                                                                          |
| 2025 | Bogdan Mureșanu Special Mention: Peter Hoogendoorn                                            | Anul Nou care n-a fost Drie dagen vis (Three Days of Fish)                                    |

#### Crossing Europe Audience Award
Der Publikumspreis geht an einen der Wettbewerbs-Spielfilme.
| 2006 | Sergej Stanojkovski                                   | Kontakt (Contact)                                                          |
| 2007 | Gérald Hustache-Mathieu                               | Avril (April in Love)                                                      |
| 2008 | Stefan Arsenijević                                    | Ljubav i drugi zlocini Liebe und andere Verbrechen (Love and Other Crimes) |
| 2009 | Alexis Dos Santos                                     | Unmade Beds                                                                |
| 2010 | Séverine Cornamusaz                                   | Cœur Animal (Animal Heart)                                                 |
| 2011 | Ágnes Kocsis                                          | Pál Adrienn                                                                |
| 2012 | Andrew Haigh                                          | Weekend                                                                    |
| 2013 | Marçal Forés                                          | Animals                                                                    |
| 2014 | Carlos Marques-Marcet                                 | 10.000 Km (10.000 KM)                                                      |
| 2015 | Anatol Durbală                                        | Ce Lume Minunată (What a Wonderful World)                                  |
| 2016 | Swetla Zozorkowa                                      | Jajda (Thirst)                                                             |
| 2017 | Guðmundur Arnar Guðmundsson                           | Herzstein (Hjartasteinn) (Heartstone)                                      |
| 2018 | Iram Haq                                              | Hva vil folk si Was werden die Leute sagen (What Will People Say)          |
| 2019 | Nadeschda Kossewa                                     | Irina                                                                      |
| 2020 | Veranstaltung aufgrund der COVID-19-Pandemie abgesagt | Veranstaltung aufgrund der COVID-19-Pandemie abgesagt                      |
| 2021 | Christos Nikou                                        | Mila (Apples)                                                              |
| 2022 | Laura Wandel                                          | Un Monde (Playground)                                                      |
| 2023 | Juraj Lerotić                                         | Safe Place                                                                 |
| 2024 | Ernst De Geer                                         | Hypnose                                                                    |
| 2025 | Wannes Destoop                                        | Holy Rosita                                                                |

### Crossing Europe Competition – Documentary
2010 wurde diese Auszeichnung erstmals vergeben und war bis 2011 mit einer ORF-TV-Ausstrahlung als Sachpreis dotiert. Von 2012 bis 2014 wurde dieser Preis von der FEDEORA-Jury als Fedeora Award European Documentary vergeben. 2014 wurde zusätzlich der Social Awareness Award ins Leben gerufen, der die FEDEORA-Jury ab 2015 ablöste.
| Crossing Europe Award European Documentary                        | Crossing Europe Award European Documentary                                                 | Crossing Europe Award European Documentary                                                                                        | Crossing Europe Award European Documentary | Crossing Europe Award European Documentary |
| Jahr                                                              | Regisseur                                                                                  | Filmtitel |                                            |                                            |
| ----------------------------------------------------------------- | ------------------------------------------------------------------------------------------ | --- | ------------------------------------------ | ------------------------------------------ |
| 2010                                                              | Erik Gandini                                                                               | Videocracy |                                            |                                            |
| 2011                                                              | Michael Madsen                                                                             | Into Eternity |                                            |                                            |
| Fedeora Award European Documentary                                |                                                                                            | |                                            |                                            |
| 2012                                                              | Sebastian Mez Fernand Melgar Special Mention: Melanie Jilg Special Mention: Manuela Frésil | Ein Brief aus Deutschland (A Letter From Germany) Vol Spécial (Special Flight) Hauptfriedhof Entrée du personnel (Stuff Entrance) |                                            |                                            |
| 2013                                                              | Peter Liechti                                                                              | Vaters Garten – Die Liebe meiner Eltern (Father´s Garden - The Love of my Parents)                                                |                                            |                                            |
| 2014                                                              | Claire Simon                                                                               | Géographie humaine (Human Geography)                                                                                              |                                            |                                            |
| Crossing Europe Social Awareness Award for European Documentaries |                                                                                            | |                                            |                                            |
| 2014                                                              | Luca Bellino, Silvia Luzi Special Mention: Robert Kirchhoff                                | Dell’arte della Guerra (On the Art of War) Kauza Cervanová (Normalization)                                                        |                                            |                                            |
| 2015                                                              | Vladimir Tomic                                                                             | Flotel Europa |                                            |                                            |
| 2016                                                              | Maya Kosa, Sérgio da Costa Special Mention: Guy-Marc Hinant                                | Rio Corgo Birobidjan – Le Nid est tombé dans les flammes (Birobidjan – The Nest Has Fallen Into the Flames)                       |                                            |                                            |
| 2017                                                              | Vitaly Mansky                                                                              | Rodnye (Close Relations) |                                            |                                            |
| 2018                                                              | Bernadett Tuza-Ritter                                                                      | A woman captured |                                            |                                            |
| 2019                                                              | Thomas Heise Special Mention: Nebojša Slijepčević Special Mention: Anna Eborn              | Heimat ist ein Raum aus Zeit (Heimat Is a Space in Time) Srbenka Transnistra                                                      |                                            |                                            |
| 2020                                                              | Veranstaltung aufgrund der COVID-19-Pandemie abgesagt                                      | Veranstaltung aufgrund der COVID-19-Pandemie abgesagt                                                                             |                                            |                                            |
| 2021                                                              | Asia Dér, Sári Haragonics                                                                  | Anyáim Története (Her Mothers) |                                            |                                            |
| 2022                                                              | Srđan Kovačević                                                                            | Tvornice Radnicima (Factory to the workers)                                                                                       |                                            |                                            |
| 2023                                                              | Alissa Kowalenko Marek Kozakiewicz                                                         | We Will Not Fade Away Silent Love                                                                                                 |                                            |                                            |
| 2024                                                              | Gergő Somogyvári                                                                           | Fairy garden |                                            |                                            |
| 2025                                                              | Alessandra Celesia Special Mention: Olga Gibelinda                                         | The Flats Korolevy radosti (Queens of Joy)                                                                                        |                                            |                                            |

### Crossing Europe – Local Artist Awards
| 2004 | Michaela Schwentner Special Mention: Rainer Gamsjäger Special Mention: Regina Stefanschitz       | Jet Blowfeld Nix gscheit’s drin                                                                                              |
| 2005 | Siegfried A. Fruhauf Special Mention: Barbara Musil, Karo Szmit                                  | Mirror Mechanics SW-NÖ 04 |
| 2006 | Gisela Hesser, Gregor Stadlober Special Mention: Sofie Thorsen Special Mention: Robert Praxmarer | Wir LAWOG-Frauen haben’s schön Am Hauptplatz, im Wald Fuge 1.6180339887 – Part 2                                             |
| 2007 | Libertad Hackl Lukas Marxt, Michael Petri Special Mention: Oliver Stangl, Christian Tod          | Bleiben will ich wo ich nie gewesen bin Nach der Eishöhle Fatsy                                                              |
| 2008 | Barbara Musil Special Mention: Ernst Spießberger Special Mention: Edith Stauber                  | Market Sentiments Brachland Eintritt zum Paradies 3€20 20 (Admission to Paradise for 3€20)                                   |
| 2009 | Martin Music Harald Hund, Paul Horn Special Mention: HS Steinerkirchen                           | Drauf Dropping Furniture Romeo und Julia / Franz und Rosi                                                                    |
| 2010 | Michaela Mandel Ella Raidel                                                                      | Sinister Sisters Slaughterhouse Slam Video Maputo                                                                            |
| 2011 | Ella Raidel Ludwig Löckinger                                                                     | Subverses – China in Mozambique Daschka                                                                                      |
| 2012 | Katharina Gruzei Edith Stauber                                                                   | Die Arbeiterinnen verlassen die Fabrik Nachbehandlung (After Treatment)                                                      |
| 2013 | Rainer Kohlberger Special Mention: Florian Kofler                                                | Humming, Fast and Slow Pfitscher                                                                                             |
| 2014 | Selma Doborac Special Mention: Kornelia Kugler, Hanna Bergfors                                   | Es war ein Tag wie jeder andere im Frühling oder Sommer. (It was a day just like any other in spring or summer.) Performance |
| 2015 | O.N.L.S.D., Leo Calice, Gerhard Treml Felix Huber                                                | Eden’s Edge (Three Shorts on the Californian Desert) Farfalla                                                                |
| 2016 | Selma Doborac Siniša Vidović                                                                     | Those shocking shaking Days Korida                                                                                           |
| 2017 | Bernhard Sallmann Marie Luise Lehner                                                             | Oderland. Fontane Kaugummizigaretten (Candy cigarettes)                                                                      |
| 2018 | Leni Gruber Fiona Rukschcio                                                                      | Schneemann common places 2                                                                                                   |
| 2019 | Sebastian Brameshuber Joachim Iseni                                                              | Bewegungen eines nahen Bergs (Movement of a nearby Mountain) Fleischwochen                                                   |
| 2020 | Veranstaltung aufgrund der COVID-19-Pandemie abgesagt                                            | Veranstaltung aufgrund der COVID-19-Pandemie abgesagt                                                                        |
| 2021 | Norbert Pfaffenbichler Julia Windischbauer, Elena Wolff Mohammad Reza Rasouli                    | 2551.01 Schweben. (Swaying.) Ankommen (Arriving)                                                                             |
| 2022 | Jola Wieczorek Leni Gruber, Alex Reinberg                                                        | Stories from the Sea Hollywood                                                                                               |
| 2023 | Isabella Friedl Selma Doborac Special Mention: Siegfried A. Fruhauf                              | Cloudy Memories De Facto Cave Painting                                                                                       |
| 2024 | Daniel Kalkhofer Rainer Kohlberger Special Mention: Marie Luise Lehner                           | Marlene über Marlene Jahl The Electric Kiss Im Traum sind alle Quallen feucht                                                |
| 2025 | Axel Stasny Julia Windischbauer Young Talent: Marie Luise Lehner                                 | Ein Leben in Farbe Callas, Darling Wenn du Angst hast nimmst du dein Herz in den Mund und lächelst                           |

### Crossing Europe Innovative Award – Local Artist
| 2017 | Susanna Flock                                           | Fetish Finger                                   |
| 2018 | Bernhard Hetzenauer                                     | La sombra de un dios (A God's Shadow)           |
| 2019 | Nikki Schuster                                          | Animistica                                      |
| 2020 | Total Refusal Special Mention: Michael Heindl           | How to Disappear Stones und Hard-headed Harmony |
| 2024 | Lisa Bayr, Lukas Brandstetter und Katharina Arbeithuber | Laute Stille                                    |
| 2025 | Remo Rauscher                                           | Lina                                            |

### Creative Region Music Video Audience Award
Eingeführt im Jahr 2013 als Jurypreis Creative Region Music Video Award, wird diese Kategorie seit 2014 als Publikumspreis weitergeführt.
| Creative Region Music Video Audience Award | Creative Region Music Video Audience Award | Creative Region Music Video Audience Award                         | Creative Region Music Video Audience Award | Creative Region Music Video Audience Award |
| Jahr                                       | Regisseur                                  | Filmtitel                                                          | Anmerkungen                                |                                            |
| ------------------------------------------ | ------------------------------------------ | ------------------------------------------------------------------ | ------------------------------------------ | ------------------------------------------ |
| 2013                                       | Karin Fisslthaler                          | Goodbye von Cherry Sunkist                                         | als Jurypreis vergeben                     |                                            |
| 2014                                       | Andreea Săsăran, Katja Seifert             | Meltingsphere von Richard Eigner & Abby Lee Tee                    |                                            |                                            |
| 2014*                                      | Jakob Kubizek                              | Sleep Sleep von Gospel und Selbe Stadt, anderer Planet von Kreisky | * Residency, wurde nur 2014 vergeben       |                                            |
| 2015                                       | Lukas Jakob Löcker                         | Heaven von Felix Schager, Konstantin Diggn                         |                                            |                                            |
| 2016                                       | Leni Gruber                                | Wösside von Wös Rap Rec                                            |                                            |                                            |
| 2017                                       | Josef Fink, David Haunschmidt              | Naked Thoughts von Alpine Dweller                                  |                                            |                                            |
| 2018                                       | Alexej Sigalov                             | Soul Fever Blues von Parov Stelar ft. Muddy Waters                 |                                            |                                            |
| 2019                                       | Dagmar Schürrer                            | Fahrvergnügen von Chris Imler                                      |                                            |                                            |
| 2020                                       | Anna Spanlang                              | Auto von Klitclique                                                |                                            |                                            |
| 2021                                       | Mark Gerstorfer                            | Immigrant von Dacid Go8lin                                         |                                            |                                            |
| 2022                                       | Alexander Au Yeong, Nadja Bodlak           | I accept von Nnella                                                |                                            |                                            |
| 2023                                       | Clemens Niel                               | Cruel Hearted / Maybe Someday – Mile & Flip                        |                                            |                                            |
| 2024                                       | Gloria Gammer                              | Don't Worry – Franz Pop Collective                                 |                                            |                                            |
| 2025                                       | Dominik Galleya, Amanda Burzić             | World's End – Mavi Phoenix                                         |                                            |                                            |

### Crossing Europe Award – (YAAAS!) Jugendjury
| 2018 | Nanouk Leopold                                                                                                | Cobain                                                                                   |
| 2019 | Darko Štante                                                                                                  | Konsequenzen (Posledice)                                                                 |
| 2020 | Veranstaltung aufgrund der COVID-19-Pandemie abgesagt                                                         | Veranstaltung aufgrund der COVID-19-Pandemie abgesagt                                    |
| 2021 | Kirsikka Saari, Elli Toivoniemi, Anna Paavilainen, Alli Haapasalo, Reetta Aalto, Jenni Toivoniemi, Miia Tervo | Tottumiskysymys (Force Of Habit)                                                         |
| 2022 | Dennis Stormer                                                                                                | Youth Topia                                                                              |
| 2023 | Julie Lerat-Gersant                                                                                           | Little Ones (Petites)                                                                    |
| 2024 | Inari Niemi                                                                                                   | Light Light Light (Valoa valoa valoa)                                                    |
| 2025 | Paola Randi Special Mention: Čejen Černić Čanak                                                               | La storia del Frank e della Nina (The Story of Frank and Nina) Zečji nasip (Sandbag Dam) |

### MIOB New Vision Award
| 2021 | Lili Horvát                 | Márta sucht János (Felkészülés meghatározatlan ideig tartó együttlétre) |
| 2022 | Antoneta Alamat Kusijanović | Murina                                                                  |
| 2023 | Guðmundur Arnar Guðmundsson | Beautiful Beings (Berdreymi)                                            |
| 2024 | Marija Kavtaradze           | Slow                                                                    |
| 2025 | Iva Radivojević             | Kada je zazvonio telefon (When the Phone Rang)                          |

### Ehemalige Kategorien
| 2011 | Oleg Novković | Beli beli svet (White White World)       |
| 2012 | João Canijo   | Sangue do Meu Sangue (Blood of my Blood) |

| 2010 | Gloria Gammer, Sigrid Nagele  | The Law of the Time von Ritornell |
| 2011 | Remo Rauscher                 | The Streets of the Invisibles     |
| 2012 | Susanna Flock                 | Trying to Build a Sentence        |
| 2013 | Miguel José Gonzalez-Gonzalez | 2x10m² Ostseeblick                |
| 2014 | Markus Burgstaller            | Untended Outskirts                |
| 2015 | Vildan Turalić                | Untitled 014                      |
| 2016 | Maria Czernohorszky           | Last Supper IV                    |

| 2014 | Alexandra Schneider                          | Private Revolutions                     |
| 2015 | Eva Hausberger Special Mention: Ufuk Serbest | Monumenti Evdeki Ses – 22 m² Österreich |
| 2016 | Djordje Čenić, Hermann Peseckas              | Unten                                   |

| 2015 | Klaus Pamminger | Notes on Mackey |